# Sosaku Suzuki
Sōsaku Suzuki (Prefettura di Aichi, 27 settembre 1891 – Santander, 19 aprile 1945) è stato un generale giapponese, ha prestato servizio durante la Seconda guerra mondiale.

## Biografia
Nato nella Prefettura di Aichi, si diplomò nel 1912 alla 24ª classe della Accademia Militare dell'Esercito Imperiale Giapponese. Dopo essere stato congedato nel 1921 dal Collegio di Guerra dell'Esercito Imperiale (in lingua giapponese Rikugun Daigakkō) prestò servizio in qualità di Résident in Germania dal 1922 al 1925. Nel 1927 venne promosso a capitano e assegnato alla Sezione Affari Militari del Ministero della Difesa.

Assegnato nel 1933 all'Armata del Kwantung prestò servizio in Manciuria per i tre anni successivi come responsabile della Kempeitai, e, subito la sua promozione a maggiore nel 1935, divenne comandante del 4º Reggimento di Fanteria dell'Esercito imperiale giapponese fino al 1937.

Promosso al grado di maggior generale l'anno successivo, Suzuki venne promosso Vice-Capo di stato maggiore dell'Esercito di spedizione della Cina Centrale nel quale prestò servizio fino al 1939. Dopo aver ricoperto diversi ruoli all'interno dell'Ufficio del capo di stato maggiore dell'Esercito imperiale giapponese, venne promosso al grado di tenente generale nel marzo 1941 alla 25ª Armata dell'Esercito imperiale giapponese sotto il comando del generale Tomoyuki Yamashita in novembre di quello stesso anno.

La 25ª Armata fu particolarmente attiva nella campagna della Malesia dal 8 dicembre 1941 al 5 febbraio 1942 durante le prime fasi della guerra nel Pacifico. All'interno di questo contesto fu responsabile di aver dato ordine al massacro ricordato come Sook Ching, ovvero l'eliminazione fisica di tutti gli elementi considerati ostili all'esercito giapponese tra la popolazione cinese di Singapore perpetrata tra il 18 febbraio ed il 4 marzo 1942.

Dopo aver ricoperto una serie di incarichi di tipo amministrativo relativi alla logistica ed ai trasporti, tra il 1943 ed il 1944, Suzuki venne nominato comandante della 35ª Armata dell'Esercito imperiale giapponese, con quartier generale a Cebu, con l'incarico di difendere le Filippine meridionali.

In conseguenza dell'invasione alleata con la battaglia del Golfo di Leyte il 20 ottobre 1944, Suzuki ordinò a 45.000 soldati giapponesi di respingere l'invasione delle forze alleate che, superiori sia a terra che in aria, decimarono questo contingente alla fine di Dicembre. Il 25 dicembre 1944 Suzuki ricevette l'ordine di evacuare più truppe possibile per sostenere la difesa delle altre isole dell'arcipelago filippino. Il 25 marzo 1945 abbandonò Cebu ritirandosi sulle colline, tentando di raggiungere Mindanao. A seguito dell'invasione della città di Cebu l'8 ottobre 1945 da parte di forze congiunte americane e filippine, Suzuki tentò di proseguire la sua ritirata ma venne attaccato dalle forze aeree americane e il 19 aprile 1945 venne ucciso in combattimento. Ricevette la promozione al grado di generale dopo la sua morte.